# Tageskarte (Gastronomie)

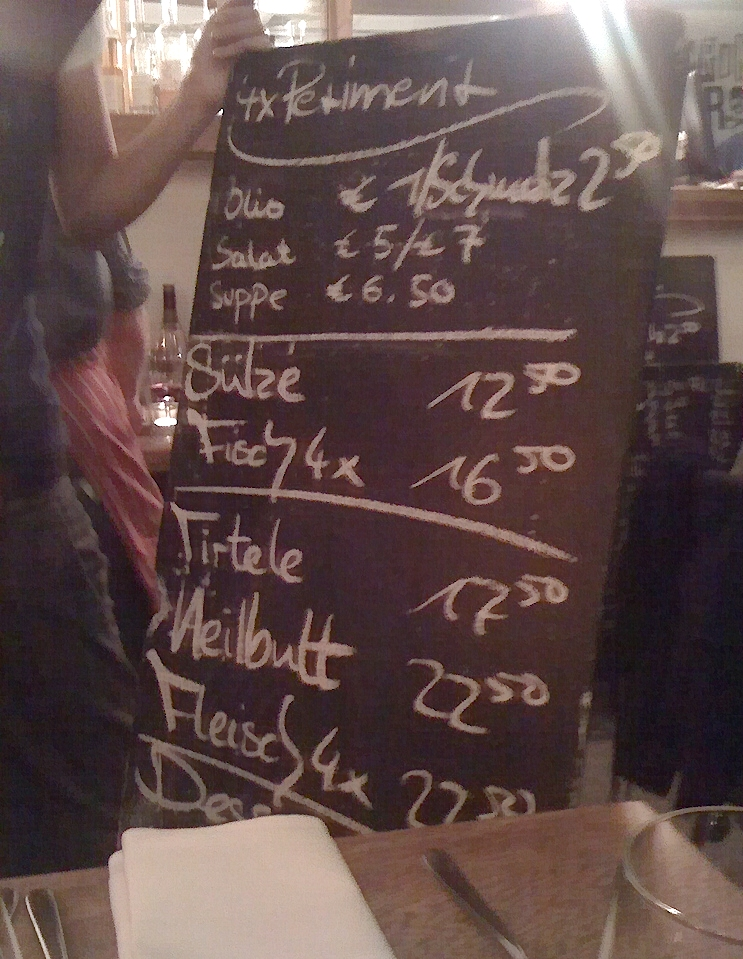
Tageskarten-Angebot in einem Restaurant (hier auf einer mit Kreide beschrifteten Schreibtafel)

Der Begriff Tageskarte, manchmal auch Stammessen, bedeutet in der Gastronomie ein Angebot von Speisen (seltener auch Getränken), das über das Angebot der regulären Speisekarte hinaus nur am jeweiligen Tag angeboten wird.

## Zweck
Mit der Tageskarte ergänzt der Küchenchef eines Gasthauses sein Standardangebot auch um saisonale Gerichte (z. B. Spargel- oder Wildgerichte) oder er offeriert seinen Gästen mit ihr an Wochenenden und Feiertagen ein erweitertes Speisenangebot.
Häufig verwenden Gastronomen die Tageskarte auch zur Bewerbung und näheren Beschreibung eines Angebots, das sie nach der Menge und Zubereitungszeit speziell auf die Zeit der Mittagspause abstimmen. Um diese Zeit können sie mit einer großen Stückzahl an verkauften Gerichten rechnen und deshalb günstigere Preise kalkulieren.

## Zusammenstellung
Eine Tageskarte umfasst in der Regel ein bis zwei Suppen, wenige Hauptgerichte und ein Dessert. In vielen Betrieben können diese Bestandteile einer Mittagskarte auch als Menü bestellt werden, was dem Gast in der Regel einen weiteren, wenn auch meist nur geringen, Preisvorteil bietet.